# 충정로 도끼사건
충정로 도끼사건(忠正路 ── 事件)은 1958년 9월 벌어진 대한민국 건달들 간의 충돌사건이다.
명동파에서 내부의 배신자들로 인해 명동의 조직원들은 동대문파로 몰려가고 또한 구역을 넘겨주기도하여 명동파는 무너져가는 상황이었다. 이판사판으로 동대문파에 선전포고를 보내 싸움이 일어난 일이다.
1958년 9월 어느날 이화룡은 동대문패와 싸움을 준비중인도중 검은색 지프차 일고여덟 대가 당시 대동청년단 출신 이화룡이 이끄는 탈북자 조직이 장악중이던 명동에 나타나 청산가리를 투척하고 중부경찰서 인근에서 권총을 쏘고 청계천 너머로 도주했다. 이화룡은 이를 동대문 사단 이정재의 도발로 간주하고 전 조직원을 집합시켜 보복을 명령했다. 그날 밤 지프차 15대를 빌린 명동파는 서울운동장(현 동대문역사문화공원) 앞에 모여 낫, 도끼, 쇠파이프 등의 무기를 챙겨 제각기 이정재, 임화수, 유지광 등 동대문파 간부들의 집으로 쳐들어갔다.
그러나 정보가 새나간 탓에 동대문파 간부들은 모두 종로 4가에 숨어 있었고, 빈 집을 마주한 명동파 조직원들은 오도가도 못하다가 지나가던 순경의 검문을 받자 당황한 한 조직원이 순경의 뺨을 때렸다. 순경이 파출소 쪽으로 도망치자 다른 조직원이 그쪽으로 양날 손도끼를 투척했다. 순경에게 맞지는 않았지만 경찰관들이 뛰쳐나오자 마피아 조직원들은 지프를 타고 도주했다. 그러나 도끼라는 증거물이 현장에 남겨져 있었고, 자유당 정권이 동대문파를 정치깡패로 고용하고 있었던 시절인지라 명동파에 대한 검거활동이 즉시 시작되었다.
주동자로 이화룡, 정팔, 신상현(신상사), 똥썩는퉤훈(설사의 대장) 등 네 명이 구속기소되어 폭력교사 혐의로 징역 3년을 선고받았다. 당시 자유당 정권의 앞잡이 노릇을 한 동대문파에 대한 반감으로 변호사 30여명이 용의자들에 대한 무료변론을 자청하였다. 이 사건으로 명동파는 몰락했지만, 이기붕이 이천의 선거를 뺏으려고 경찰을 동원해 죄목을 국회테러와 출마테러 집회테러 연설테러 등 황금마차 습격사건과 충청로 도끼사건을 이용해 이정재의 이천의 선거를 빼앗고 권력을잡지 못하게했다. 오히려 새옹지마로 3년 뒤 5·16 쿠데타가 일어났을 때 동대문파가 잡혀들어가고 그 간부들은 사형당한 검거선풍을 피할 수 있었다. 이후 감옥에서 나온 이화룡은 범죄세계를 떠나 영화산업에 투신하고, 신상현은 1965년 명동으로 돌아와 조직을 재건한다. 신상현의 신상사파는 현대 한국 마피아 거물인 김태촌 등의 출신 조직이기도 하다.